# Meiko Nakahara
Meiko Nakahara (中原 めいこ, Nakahara Meiko), nombre real Meiko Obara (小原 明子, Obara Meiko) (Prefectura de Chiba, 8 de mayo de 1959), es una cantante y compositora japonesa.

## Primeros años y carrera
A partir de la escuela primaria, ella ya estaba componiendo su propia música. Su nombre real era Meiko Obara.
Ella debutó en 1982 con el sencillo Kon'ya dake Dance Dance Dance (今夜だけDANCE DANCE DANCE) y el álbum Coconuts House (ココナッツ・ハウス). El sencillo de 1984, Kimitachi Kiwi Papaya Mango dane (君たちキウイ・パパイア・マンゴーだね。) fue el 50th sencillo mejor vendido del año en Japón, con 237,000 copias vendidas.
La canción Russian Roulette (ロ・ロ・ロ・ロシアンルーレット) fue el tema de apertura y Uchū Ren'ai (Space Fantasy) 宇宙恋愛(スペースファンタジー) fue el tema de cierre del anime de 1985, Dirty Pair. Ro Ro Ro Russian Roulette ganó el premio a la mejor canción en los 8th Anime Grand Prix en 1986. Para el anime de 1987–1998 Kimagure Orange Road, Kagami no Naka no Actress (鏡の中のアクトレス) fue el tercer tema de apertura y Dance in the Memories (ダンス・イン・ザ・メモリーズ) fue el tercer tema de cierre.
La gira de 1992 fue su última actuación en público y su carrera como cantante es considerada haber terminado en esa época. Se desconoce de su paradero actual después de su retiro de la industria musical

## Trayectoria musical
Incluso después de abandonar su carrera como cantante, Nakahara siguió trabajando como compositora para grupos y cantantes como Checkicco y Vivian Hsu. Una banda tributo a ella llamada Lotos fue formada en 2010 y estuvo activa hasta 2019.

## Discografía

### Álbumes

#### Álbumes de estudio
| Fecha de lanzamiento    | Título                                                                      |
| ----------------------- | --------------------------------------------------------------------------- |
| 1 de julio de 1982      | Coconuts House (ココナッツ・ハウス)                                         |
| 21 de diciembre de 1982 | 2時までのシンデレラ-FRIDAY MAGIC-                                           |
| 1 de septiembre de 1983 | Mint (ミ・ン・ト)                                                           |
| 21 de julio de 1984     | Lotos no Kajitsu (ロートスの果実-LOTOS)                                     |
| 22 de mayo de 1985      | CHAKI CHAKI CLUB                                                            |
| 20 de marzo de 1986     | MOODS                                                                       |
| 4 de marzo de 1987      | PUZZLE                                                                      |
| 25 de febrero de 1988   | Kimagure Orange Road Sound Color 3 (きまぐれオレンジ・ロード Sound Color 3) |
| 5 de marzo de 1988      | Kagami no Naka no Actress (鏡の中のアクトレス)                              |
| 21 de marzo de 1990     | 303 EAST 60TH STREET                                                        |
| 27 de marzo de 1991     | HIGH ENERGY-Remixed in N.Y.-                                                |
| 30 de octubre de 1991   | ON THE PLANET-地球でのできごと-                                             |

#### Álbumes recopilatorios
| Fecha de lanzamiento    | Título                                                    |
| ----------------------- | --------------------------------------------------------- |
| 3 de septiembre de 1986 | MOGA-BEST COLLECTION-                                     |
| 26 de agosto de 1987    | 中原めいこ ニュー・ベストナウ                             |
| 25 de mayo de 1988      | +Meiko's BEST SELECTION 10+1                              |
| 5 de junio de 1988      | セレクション20/中原めいこバラッドI                        |
| 26 de abril de 1989     | Happy birthday, Love for you                              |
| 13 de mayo de 1989      | 中原めいこ/ツイン・ベスト                                 |
| 21 de junio de 2000     | 2000 BEST 中原めいこ・ベスト                              |
| 17 de noviembre de 2004 | Golden Best Nakahara Meiko (ゴールデン☆ベスト 中原めいこ) |
| 24 de agosto de 2005    | NEW BEST 1500                                             |

### Sencillos
| Fecha de lanzamiento     | Título                                                                                   |
| ------------------------ | ---------------------------------------------------------------------------------------- |
| 21 de abril de 1982      | "Kon'ya dake Dance Dance Dance" 「今夜だけDANCE DANCE DANCE」                            |
| 21 de septiembre de 1982 | "Go Away"                                                                                |
| 21 de marzo de 1983      | "Friday Magic"                                                                           |
| 21 de julio de 1983      | "Tsukiyo ni Ki wo Tsukete!" 「月夜に気をつけて!」                                        |
| 21 de noviembre de 1983  | "Scorpion" 「スコーピオン」                                                              |
| 5 de abril de 1984       | "Kimi-tachi Kiwi・Papaiya・Mango da ne " 「君たちキウイ・パパイア・マンゴーだね。」      |
| 21 de septiembre de 1984 | "Emoushon" 「エモーション」                                                              |
| 1 de mayo de 1985        | "Yakimochi-yaki Rhumba Boy" 「やきもちやきルンバ・ボーイ」                               |
| 21 de julio de 1985      | "Ru-Ru-Ru-Russian Roulette" 「ロ・ロ・ロ・ロシアンルーレット」                           |
| 1 de febrero de 1986     | "Kowareta Piano" / "DESTINATION" 「こわれたピアノ / DESTINATION」                        |
| 4 de febrero de 1987     | "UNBALANCE ZONE"                                                                         |
| 2 de febrero de 1988     | "Special Party Versions" 「スペシャル・パーティ・バージョン」                            |
| 25 de febrero de 1988    | "Kagami no Naka no Actress" 「鏡の中のアクトレス」                                       |
| 21 de febrero de 1990    | "DAIYAMONDO Miwakenasai -Is it true love-" 「ダイヤモンド見分けなさい-Is it true love-」 |
| 27 de septiembre de 1991 | "Fortune -gin no tsukiyo no HANEMUUN-" 「Fortune -銀の月夜のハネムーン-」                |